# Južno-Suchokumsk
Južno-Suchokumsk (rusky Южно-Сухокумск) je město v Dagestánu v Ruské federaci. Při sčítání lidu v roce 2010 měl přes deset tisíc obyvatel.

## Poloha
Južno-Suchokumsk leží 295 kilometrů na severozápad od Machačkaly, hlavního města republiky, v Nogajské stepi na břehu vysychajícího jižního kanálu delty Kumy. Nedaleko od města začíná hranice se Stavropolským krajem.

## Dějiny
Južno-Suchokumsk vznikl v roce 1963 jako sídlo městského typu pro pracovníky ropného a plynárenského průmyslu.
Od roku 1988 je Južno-Suchokumsk městem.